# Jacob Bojsen-Møller
Jacob Bojsen-Møller (Stege, 26 de abril de 1956) es un deportista danés que compitió en vela en la clase Flying Dutchman. Su hermano Jørgen y su primo Jens también compitieron en vela.
Ganó catorce medallas en el Campeonato Mundial de Flying Dutchman entre los años 1998 y 2023, y ocho medallas en el Campeonato Europeo de Flying Dutchman entre los años 1982 y 2019.
Participó en dos Juegos Olímpicos de Verano, ocupando el sexto lugar en Moscú 1980 y el cuarto en Los Ángeles 1984, en la clase Flying Dutchman.

## Palmarés internacional
| \| Campeonato Mundial \| Campeonato Mundial \| Campeonato Mundial \| Campeonato Mundial \| \| Año \| Lugar \| Medalla \| Clase \| \| ------------------ \| --------------------------- \| ------------------ \| ------------------ \| \| 1998 \| Den Oever (Países Bajos) \| Medalla de bronce \| Flying Dutchman \| \| 1999 \| Lee-on-Solent (Reino Unido) \| Medalla de oro \| Flying Dutchman \| \| 2001 \| Gilleleje (Dinamarca) \| Medalla de oro \| Flying Dutchman \| \| 2004 \| Warnemünde (Alemania) \| Medalla de plata \| Flying Dutchman \| \| 2005 \| Balatonföldvár (Hungría) \| Medalla de oro \| Flying Dutchman \| \| 2007 \| Los Alcázares (España) \| Medalla de oro \| Flying Dutchman \| \| 2009 \| Medemblik (Países Bajos) \| Medalla de oro \| Flying Dutchman \| \| 2011 \| Malcesine (Italia) \| Medalla de plata \| Flying Dutchman \| \| 2013 \| Balatonföldvár (Hungría) \| Medalla de bronce \| Flying Dutchman \| \| 2016 \| Steinhude (Alemania) \| Medalla de oro \| Flying Dutchman \| \| 2017 \| Scarlino (Italia) \| Medalla de bronce \| Flying Dutchman \| \| 2018 \| Medemblik (Países Bajos) \| Medalla de oro \| Flying Dutchman \| \| 2022 \| Campione d'Italia (Italia) \| Medalla de plata \| Flying Dutchman \| \| 2023 \| Gdynia (Polonia) \| Medalla de oro \| Flying Dutchman \| \| Campeonato Europeo \| \| \| \| \| Año \| Lugar \| Medalla \| Clase \| \| 1982 \| Sankt Moritz (Suiza) \| Medalla de oro \| Flying Dutchman \| \| 1987 \| Horten (Noruega) \| Medalla de plata \| Flying Dutchman \| \| 1994 \| Neusiedl am See (Austria) \| Medalla de oro \| Flying Dutchman \| \| 2003 \| Dervio (Italia) \| Medalla de oro \| Flying Dutchman \| \| 2006 \| Neusiedl am See (Austria) \| Medalla de plata \| Flying Dutchman \| \| 2008 \| Rabac (Croacia) \| Medalla de oro \| Flying Dutchman \| \| 2012 \| Altea (España) \| Medalla de plata \| Flying Dutchman \| \| 2019 \| Balatón (Hungría) \| Medalla de bronce \| Flying Dutchman \| |                             |                   |                 |
| Campeonato Mundial |                             |                   |                 |
| Año | Lugar                       | Medalla           | Clase           |
| 1998 | Den Oever (Países Bajos)    | Medalla de bronce | Flying Dutchman |
| 1999 | Lee-on-Solent (Reino Unido) | Medalla de oro    | Flying Dutchman |
| 2001 | Gilleleje (Dinamarca)       | Medalla de oro    | Flying Dutchman |
| 2004 | Warnemünde (Alemania)       | Medalla de plata  | Flying Dutchman |
| 2005 | Balatonföldvár (Hungría)    | Medalla de oro    | Flying Dutchman |
| 2007 | Los Alcázares (España)      | Medalla de oro    | Flying Dutchman |
| 2009 | Medemblik (Países Bajos)    | Medalla de oro    | Flying Dutchman |
| 2011 | Malcesine (Italia)          | Medalla de plata  | Flying Dutchman |
| 2013 | Balatonföldvár (Hungría)    | Medalla de bronce | Flying Dutchman |
| 2016 | Steinhude (Alemania)        | Medalla de oro    | Flying Dutchman |
| 2017 | Scarlino (Italia)           | Medalla de bronce | Flying Dutchman |
| 2018 | Medemblik (Países Bajos)    | Medalla de oro    | Flying Dutchman |
| 2022 | Campione d'Italia (Italia)  | Medalla de plata  | Flying Dutchman |
| 2023 | Gdynia (Polonia)            | Medalla de oro    | Flying Dutchman |
| Campeonato Europeo |                             |                   |                 |
| Año | Lugar                       | Medalla           | Clase           |
| 1982 | Sankt Moritz (Suiza)        | Medalla de oro    | Flying Dutchman |
| 1987 | Horten (Noruega)            | Medalla de plata  | Flying Dutchman |
| 1994 | Neusiedl am See (Austria)   | Medalla de oro    | Flying Dutchman |
| 2003 | Dervio (Italia)             | Medalla de oro    | Flying Dutchman |
| 2006 | Neusiedl am See (Austria)   | Medalla de plata  | Flying Dutchman |
| 2008 | Rabac (Croacia)             | Medalla de oro    | Flying Dutchman |
| 2012 | Altea (España)              | Medalla de plata  | Flying Dutchman |
| 2019 | Balatón (Hungría)           | Medalla de bronce | Flying Dutchman |